# Repubblica di Cina ai XII Giochi olimpici invernali
Taiwan, con la denominazione di Repubblica di Cina, partecipò ai XII Giochi olimpici invernali, svoltisi a Innsbruck, Austria, dal 4 al 15 febbraio 1976, con una delegazione di 6 atleti impegnati in quattro discipline.